# Þórhallur Ásgrímsson
Þórhallur Ásgrímsson (Thorhallur, n. 998) fue un joven vikingo de Akureyri, Eyjafjorður en Islandia. Era uno de los siete hijos de Ásgrímur Elliða-Grímsson. La saga de Njál le cita como el tercer mejor jurista de la Mancomunidad Islandesa de su tiempo y que prestó asistencia y apoyo a Kári Sölmundarson en su causa contra Flosi Þórðarson y su grupo, por las muertes de la familia de Njáll Þorgeirsson. Þórhallur y veinte hombres de la confianza de su padre acompañaron a Kári para ayudarle en el proceso del Althing de 1012. Þórhallur obtuvo el apoyo de Gizur el Blanco quien a su vez impuso a su yerno y también jurista Mord Valgarsson la obligación de llevar el caso como acusación. De hecho Njáll Þorgeirsson fue padre adoptivo de Þórhallur a quien instruyó en la ley islandesa.